# Brigade spéciale (série télévisée)
Pour les articles homonymes, voir Brigade spéciale.
Brigade spéciale est une série télévisée française en 4 épisodes de 90 minutes créée par Charlotte Brandström et Pascale Dallet, diffusée du 24 juin 1999 au 24 janvier 2002 sur TF1 puis sur NT1,CinéCinéma Frisson et sur Action.

## Synopsis
Lauren Valmont présente une nouvelle technique d'enquête basée sur l'analyse de la psychologie d'un criminel («profilage») dans une unité d'homicide. Elle rencontre l'opposition du chef de l'unité, Catherine Miller, qui préfère les méthodes plus classiques pour la chasse aux tueurs en série.

### Fiche technique
Liste non exhaustive du personnel technique.
- Titre original : Brigade spéciale (1999)
- Titres français :
- Création : Charlotte Brandström, Pascale Dallet
- Réalisation : Charlotte Brandström
- Scénario : Carine Hutsebaut, Daniel Riche, Dominique Golfier
- Décors :
- Costumes :
- Montage :
- Montage Son :
- Musique : Alexandre Desplat
- Casting :
- Production : Alya Production pour TF1
- Sociétés de production :
- Sociétés de distribution :
- Pays d'origine :  France
- Langue originale : français
- Format : couleur
- Genre : Série policière et judiciaire
- Durée : 90 minutes

## Distribution
- Anne Coesens : Catherine Miller
- Loïc Corbery : Stan
- Jean-François Garreaud : Martial
- Frédéric Gélard : Simon
- Isabelle Renauld : commandant Lauren Valmont

## Saisons
Première saison (1999)
1. La 7e Victime
2. Meurtre ultime

Seconde saison (2002)
1. Un jeu dangereux
2. Enfance volée